# Condrustella
Condrustella es un género de foraminífero bentónico de la subfamilia Chernyshinellinae, de la familia Tournayellidae, de la superfamilia Tournayelloidea, del suborden Fusulinina y del orden Fusulinida. Su especie tipo es Mstinia? modavensis. Su rango cronoestratigráfico abarca desde el Tournaisiense hasta el Viseense (Carbonífero inferior).

## Discusión
Clasificaciones más recientes incluyen Condrustella en la subfamilia Mstiniinae, de la familia Mstiniinae, de la superfamilia Mstinioidea, del suborden Tournayellina, del orden Tournayellida, de la subclase Fusulinana y de la clase Fusulinata.

## Clasificación
Condrustella incluye a la siguiente especie:
- Condrustella modavensis †